# Kim St-Pierre
Kim St-Pierre, född den 14 december 1978 i Châteauguay i Kanada, är en kanadensisk ishockeymålvakt.
Hon tog OS-guld i damernas ishockeyturnering i samband med de olympiska ishockeytävlingarna 2002 i Salt Lake City.